# Fouad Makhzoumi
Fouad Makhzoumi est un homme d'affaires libanais né à Beyrouth le 28 août 1952. Il est à la tête de l'entreprise Future Pipe Industries (en) (FPI), un leader mondial de la fourniture de pipelines, spécialisé dans la fabrication de tubes composites en fibre de verre pour le transport de l'eau, du pétrole et du gaz.
Fouad Makhzoumi a fondé FPI en 1984. Il en est président exécutif depuis 2003. Il a été  directeur général de 1986 à 2003 et l'est redevenu en 2011.
Il a créé la Fondation Makhzoumi, une fondation à but non lucratif, en 1997.
Au Royaume-Uni, la famille Makhzoumi figure parmi les donateurs du parti conservateur. Résidente à Londres, la femme de Fouad Makhzoumi, May Makhzoumi, est un important soutien financier des tories.

## Finance offshore
Fouad Makhzoumi a créé de nombreuses sociétés offshore immatriculées dans les Caraïbes, notamment au Panama et aux Îles Vierges britanniques, dont certaines sont toujours actives.

## Syrie
Sunnite anglophone, Fouad Makhzoumi est décrit comme proche de Bachar el-Assad et dirige au Liban un petit parti politique centriste.
L’une de ces sociétés-écrans panaméennes entre 1990 et 1998 a pour nom "Oil Services and Suppliers Inc." M. Makhzoumi en a été l’un des trois directeurs, aux côtés de deux proches du clan Assad : Salim Hassan, proche de Hafez el-Assad, le père de Bachar el-Assad, et Khaled Hboubati, un entrepreneur syrien resté proche de l’actuel président syrien.

## Affaires politico-financières

### Affaire Aitken (UK)
Le député conservateur Jonathan Aitken a été recruté par l’homme d’affaires au conseil de l’une de ses sociétés dans les années 1980.
Fouad Makhzoumi a négocié en 1992 un accord portant sur la vente de 3.000 fusils d’occasion avec Jonathan Aitken, lorsque ce dernier était devenu ministre de la Défense du Royaume-Uni.
Jonathan Aitken a dû démissionner en 1995 de son poste de secrétaire en chef du Trésor « en raison de soupçons notamment dus au fait qu’il n’aurait pas déclaré ses liens avec Fouad Makhzoumi ». Il sera emprisonné en 1999 pour parjure.

### Affaires Fillon (France)
En mars 2017, Médiapart révèle que Fouad Makhzoumi est l'un des clients de la société de François Fillon, 2F Conseil. Selon Le Canard enchaîné du 22 mars 2017, 2F Conseil aurait reçu 50 000 dollars pour que François Fillon présente à M. Makhzoumi diverses personnalités susceptibles de lui acheter des pipelines, dont le président russe Vladimir Poutine, le PDG du groupe français Total, Patrick Pouyanné - qui fut directeur de cabinet de Fillon dans le gouvernement Édouard Balladur -, le milliardaire Marc Ladreit de Lacharrière ou l'homme d'affaires René Ricol.
Le 19 décembre 2014, lors d’une visite à son invitation au Liban, M. Makhzoumi organise un « grand banquet » en l’honneur de M. Fillon à Byblos en présence du « tout Beyrouth politique, diplomatique et du monde des affaires », selon Elie Masboungi, journaliste au quotidien libanais L'Orient-Le Jour. Ces dîners de gala sont habituellement l’occasion pour les responsables politiques de lever des fonds.
Le 19 juin 2015, lors du Forum économique international de Saint-Pétersbourg (SPIEF 2015), François Fillon présente Fouad Makhzoumi à Vladimir Poutine, puis au PDG de Total, Patrick Pouyanné, qui a été le directeur de cabinet de François Fillon en 1995 au ministère des Postes et Télécoms.
Le site Intelligence Online qualifie Fouad Makhzoumi de «poisson-pilote» de François Fillon au Moyen-Orient .